# Wioślarstwo na Letnich Igrzyskach Olimpijskich 2020 – dwójka bez sternika kobiet
Rywalizacja w dwójce bez sternika kobiet w wioślarstwie na Letnich Igrzyskach Olimpijskich 2020 rozgrywana była między 24 a 29 lipca na Sea Forest Waterway.
Do zawodów zgłoszonych zostało 13 osad.

## Terminarz
Wszystkie godziny podane są w czasie brazylijskim (UTC+09:00).
| Data          | Godzina     |                 |
| Data          | UTC-03:00   |                 |
| ------------- | ----------- | --------------- |
| 24 lipca 2021 | 09:20       | Eliminacje      |
| 25 lipca 2021 | 09:50       | Repasaże        |
| 28 lipca 2021 | 12:20       | Półfinały       |
| 29 lipca 2021 | 08:40 09:30 | Finał B Finał A |

## Wyniki

### Eliminacje
Do półfinałów A/B awansowały trzy pierwsze osady z każdego biegu. Pozostałe osady wzięły udział w repasażach.
Bieg 1
| Pozycja | Tor | Zawodniczki                      | Reprezentacja     | Czas    | Uwagi |
| ------- | --- | -------------------------------- | ----------------- | ------- | ----- |
| 1.      | 4   | Caileigh Filmer Hillary Janssens | Kanada            | 7:18,34 | Q     |
| 2.      | 2   | Adriana Ailincăi Iuliana Buhuș   | Rumunia           | 7:20,36 | Q     |
| 3.      | 3   | Kiri Tontodonati Aisha Rocek     | Włochy            | 7:22,79 | Q     |
| 4.      | 1   | Megan Kalmoe Tracy Eisser        | Stany Zjednoczone | 7:26,95 |       |
| 5.      | 5   | Maria Kyridou Christina Bourbou  | Grecja            | 7:33,94 |       |

Bieg 2
| Pozycja | Tor | Zawodniczki                             | Reprezentacja               | Czas    | Uwagi |
| ------- | --- | --------------------------------------- | --------------------------- | ------- | ----- |
| 1.      | 3   | Jessica Morrison Annabelle McIntyre     | Australia                   | 7:21,75 | Q     |
| 2.      | 1   | Wasilisa Stiepanowa Jelena Oriabinskaja | Rosyjski Komitet Olimpijski | 7:23,39 | Q     |
| 3.      | 2   | Helen Glover Polly Swann                | Wielka Brytania             | 7:23,98 | Q     |
| 4.      | 4   | Huang Kaifeng Liu Jinchao               | Chiny                       | 7:45,55 |       |

Bieg 3
| Pozycja | Tor | Zawodniczki                        | Reprezentacja | Czas    | Uwagi |
| ------- | --- | ---------------------------------- | ------------- | ------- | ----- |
| 1.      |     | Grace Prendergast Kerri Gowler     | Nowa Zelandia | 7:19,08 | Q     |
| 2.      |     | Hedvig Rasmussen Fie Udby Erichsen | Dania         | 7:22,86 | Q     |
| 3.      |     | Aina Cid Virginia Díaz Rivas       | Hiszpania     | 7:23,14 | Q     |
| 4.      |     | Aileen Crowley Monika Dukarska     | Irlandia      | 7:24,71 |       |

### Repasaże
Trzy pierwsze osady awansowały do półfinałów A/B. Czwarta osada została wyeliminowana.
Repasaż
| Pozycja | Tor | Zawodniczki                     | Reprezentacja     | Czas    | Uwagi |
| ------- | --- | ------------------------------- | ----------------- | ------- | ----- |
| 1.      | 4   | Maria Kyridou Christina Bourbou | Grecja            | 7:28,00 | Q     |
| 2.      | 1   | Megan Kalmoe Tracy Eisser       | Stany Zjednoczone | 7:29,87 | Q     |
| 3.      | 2   | Aileen Crowley Monika Dukarska  | Irlandia          | 7:31,99 | Q     |
| 4.      | 3   | Huang Kaifeng Liu Jinchao       | Chiny             | 7:45,17 |       |

### Półfinały
Trzy pierwsze osady z każdego z półfinałów awansowały do finału A. Pozostałe osady awansowały do finału B.
Półfinał 1
| Pozycja | Tor | Zawodniczki                         | Reprezentacja   | Czas    | Uwagi |
| ------- | --- | ----------------------------------- | --------------- | ------- | ----- |
| 1.      | 6   | Maria Kyridou Christina Bourbou     | Grecja          | 6:48,70 |       |
| 2.      | 2   | Helen Glover Polly Swann            | Wielka Brytania | 6:49,39 |       |
| 3.      | 3   | Caileigh Filmer Hillary Janssens    | Kanada          | 6:49,46 |       |
| 4.      | 4   | Jessica Morrison Annabelle McIntyre | Australia       | 6:49,82 |       |
| 5.      | 1   | Aileen Crowley Monika Dukarska      | Irlandia        | 7:06,07 |       |
| 6.      | 5   | Hedvig Rasmussen Fie Udby Erichsen  | Dania           | 7:08,44 |       |

Półfinał 2
| Pozycja | Tor | Zawodniczki                             | Reprezentacja               | Czas    | Uwagi |
| ------- | --- | --------------------------------------- | --------------------------- | ------- | ----- |
| 1.      | 4   | Grace Prendergast Kerri Gowler          | Nowa Zelandia               | 6:47,41 |       |
| 2.      | 5   | Wasilisa Stiepanowa Jelena Oriabinskaja | Rosyjski Komitet Olimpijski | 6:50,24 |       |
| 3.      | 6   | Aina Cid Virginia Díaz Rivas            | Hiszpania                   | 6:50,63 |       |
| 4.      | 3   | Adriana Ailincăi Iuliana Buhuș          | Rumunia                     | 6:58,55 |       |
| 5.      | 1   | Megan Kalmoe Tracy Eisser               | Stany Zjednoczone           | 7:02,52 |       |
| 6.      | 2   | Kiri Tontodonati Aisha Rocek            | Włochy                      | 7:04,52 |       |

### Finały
Finał B
| Pozycja | Tor | Zawodniczki                         | Reprezentacja     | Czas    | Uwagi |
| ------- | --- | ----------------------------------- | ----------------- | ------- | ----- |
| 1.      | 3   | Jessica Morrison Annabelle McIntyre | Australia         | 6:56,46 |       |
| 2.      | 6   | Hedvig Rasmussen Fie Udby Erichsen  | Dania             | 6:59,48 |       |
| 3.      | 4   | Adriana Ailincăi Iuliana Buhuș      | Rumunia           | 7:01,02 |       |
| 4.      | 2   | Megan Kalmoe Tracy Eisser           | Stany Zjednoczone | 7:02,16 |       |
| 5.      | 5   | Aileen Crowley Monika Dukarska      | Irlandia          | 7:02,22 |       |
| 6.      | 1   | Kiri Tontodonati Aisha Rocek        | Włochy            | 7:04,46 |       |

Finał A
| Pozycja | Tor | Zawodniczki                             | Reprezentacja               | Czas    | Uwagi |
| ------- | --- | --------------------------------------- | --------------------------- | ------- | ----- |
| złoto   | 4   | Grace Prendergast Kerri Gowler          | Nowa Zelandia               | 6:50,19 |       |
| srebro  | 5   | Wasilisa Stiepanowa Jelena Oriabinskaja | Rosyjski Komitet Olimpijski | 6:51,45 |       |
| brąz    | 1   | Caileigh Filmer Hillary Janssens        | Kanada                      | 6:52,10 |       |
| 4.      | 2   | Helen Glover Polly Swann                | Wielka Brytania             | 6:54,96 |       |
| 5.      | 3   | Maria Kyridou Christina Bourbou         | Grecja                      | 6:57,11 |       |
| 6.      | 6   | Aina Cid Virginia Díaz Rivas            | Hiszpania                   | 7:00,05 |       |